# Didier Kavumbagu
Didier Kavumbagu (ur. 24 stycznia 1983 w Bużumburze) – burundyjski piłkarz grający na pozycji ofensywnego pomocnika. Od 2020 jest zawodnikiem klubu KWIK Eine.

## Kariera klubowa
Swoją karierę Kavumbagu rozpoczął w klubie Prince Louis FC. Do 2009 grał w klubie LLB Académic FC. W latach 2010–2011 był zawodnikiem Atlético Olympic FC, z którym w sezonie 2010/2011 wywalczył mistrzostwo Burundi. W sezonie 2011/2012 występował w rwandyjskim Police FC, z którym został wicemistrzem kraju, a w latach 2012-2014 był piłkarzem tanzańskiego Young Africans SC. W sezonie 2012/2013 wywalczył mistrzostwo, a w sezonie 2013/2014 wicemistrzostwo Tanzanii. W latach 2014–2016 był piłkarzem innego tanzańskiego klubu, Azam FC. W sezonach 2014/2015 i 2015/2016 został z nim wicemistrzem kraju. W sezonie 2016/2017 był zawodnikiem etiopskiego Ethio Electric SC, a w sezonie 2017/2018 czeskiego trzecioligowca, FC Viktoria Otrokovice. W latach 2018–2020 grał w belgijskim amatorskim KVC Nokere-Kruishoutem. W 2020 przeszedł do KWIK Eine.

## Kariera reprezentacyjna
W reprezentacji Burundi Kavumbagu zadebiutował 11 grudnia 2004 roku w przegranym 1:2 meczu CECAFA Cup 2004 z Etiopią. Od 2004 do 2015 wystąpił w kadrze narodowej 29 razy i strzelił 3 gole.